# Бобровка (Нижньоломовський район)
Бобро́вка (рос. Бобровка) — присілок у складі Нижньоломовського району Пензенської області, Росія.
Населення — 21 особа (2010; 22 у 2002).
Національний склад станом на 2002 рік:
- росіяни — 100 %